# زاباونویه
زاباونویه (به لاتین: Zabavnoye) یک منطقهٔ مسکونی در روسیه است که در سرزمین آلتای واقع شده‌است.